# Gregorio Cruchaga
Gregorio Cruchaga (Urzainqui, 1789 - Echarri-Aranaz, 1812) fue un guerrillero español, de Navarra, que luchó contra las tropas francesas.  
En 1808 se puso a las órdenes de Francisco  Gambra para luchar contra los ejércitos franceses. Después de numerosas y cruentas batallas, los roncaleses obtuvieron la capitulación. Esto permitió que el ejército francés abandonara el Roncal para siempre y, a cambio, los roncaleses tendrían que pagar un impuesto. Después de firmar el acuerdo, Cruchaga se convirtió en miembro del grupo de Espoz y Mina y recorrió toda Navarra en la guerra contra los franceses (Lecumberri, Tafalla, Tiebas, Campanas). El equipo de Espoz y Mina se dividió en dos, y Cruchaga quedó al frente de uno de ellos.  Junto a Espoz y Mina, fue el azote constante del ejército francés en Navarra. Tomó 230 prisioneros en Puente la Reina, pero los franceses le hirieron en la cabeza y le apresaron en Tarazona. Sin embargo, sus compañeros le liberaron. Después de  que derribara un ejército francés en el paso de Arlabán entre Álava y Guipúzcoa (en abril de 1812), los franceses publicaron un bando en euskera ofreciendo diez mil pesetas por la cabeza de Cruchaga. Sin embargo, seguía escabulléndose  y no consiguieron atraparle. En mayo de 1812 fue a Guipúzcoa en busca de armas procedentes de Inglaterra. En Ormáiztegui, se enfrentó a los franceses, y una bala de cañón le segó un brazo. Sus hombres se retiraron a Aralar y  tuvieron que dejarle atrás, solo bajo la lluvia, perseguidos por los franceses. Cruchaga empeoró y murió en una granja en Echarri-Aranaz, el 30 de mayo de 1812. 